# Pleuraphodius wardi
Pleuraphodius wardi är en skalbaggsart som beskrevs av Bordat 1994. Pleuraphodius wardi ingår i släktet Pleuraphodius och familjen Aphodiidae. Inga underarter finns listade i Catalogue of Life.